# 王弈 (1974年)
王弈（1974年8月—），女，汉族，浙江宁波人，华东政法大学教授、硕士生导师、网络与信息安全教研室主任，国家司法鉴定人，上海市司法鉴定协会电子数据证据司法鉴定专业委员会委员。工学博士毕业于上海交通大学，曾任华东政法大学博士后研究员。